# John Baptist Li Suguang
John Baptist Li Suguang (chiń. 李穌光; ur. w 1964) – chiński duchowny katolicki, arcybiskup metropolita Nanchang od 2011.

## Życiorys
Święcenia kapłańskie otrzymał w sierpniu 1992.
Wybrany biskupem koadiutorem biskupa Johna Wu Shizhen. Sakrę biskupią przyjął z mandatem papieskim 31 października 2010. W 2011 został arcybiskupem metropolitą Nanchang.